# Torpédoborec typu 051
Typ 051 (v kódu NATO: třída Luda) byla třída torpédoborců Námořnictva Čínské lidové osvobozenecké armády. Jsou to první torpédoborce vyvinuté čínskými loděnicemi. Celkem jich bylo postaveno 17 kusů. Ve službě jsou od roku 1971. Čína je dle svých možností postupně modernizuje. Od roku 2007 jsou postupně vyřazovány.
Torpédoborce typu 051 byly už v době své stavby velmi zastaralé v porovnání se sovětskými, nebo západními plavidly stejné kategorie. Měly zastaralou elektroniku a zcela postrádaly protiletadlové řízené střely, což z nich dělalo snadný cíl útoku ze vzduchu. Jejich trup měl nedostatečnou odolnost a špatná kvalita ubikací je činila nevhodnými pro dlouhodobé operace. Nezměnily to ani některé dílčí modernizace, provedené během služby na části plavidel. Na druhou stranu při jejich vývoji a stavbě čínské loděnice získaly mnoho cenných zkušeností.

## Stavba

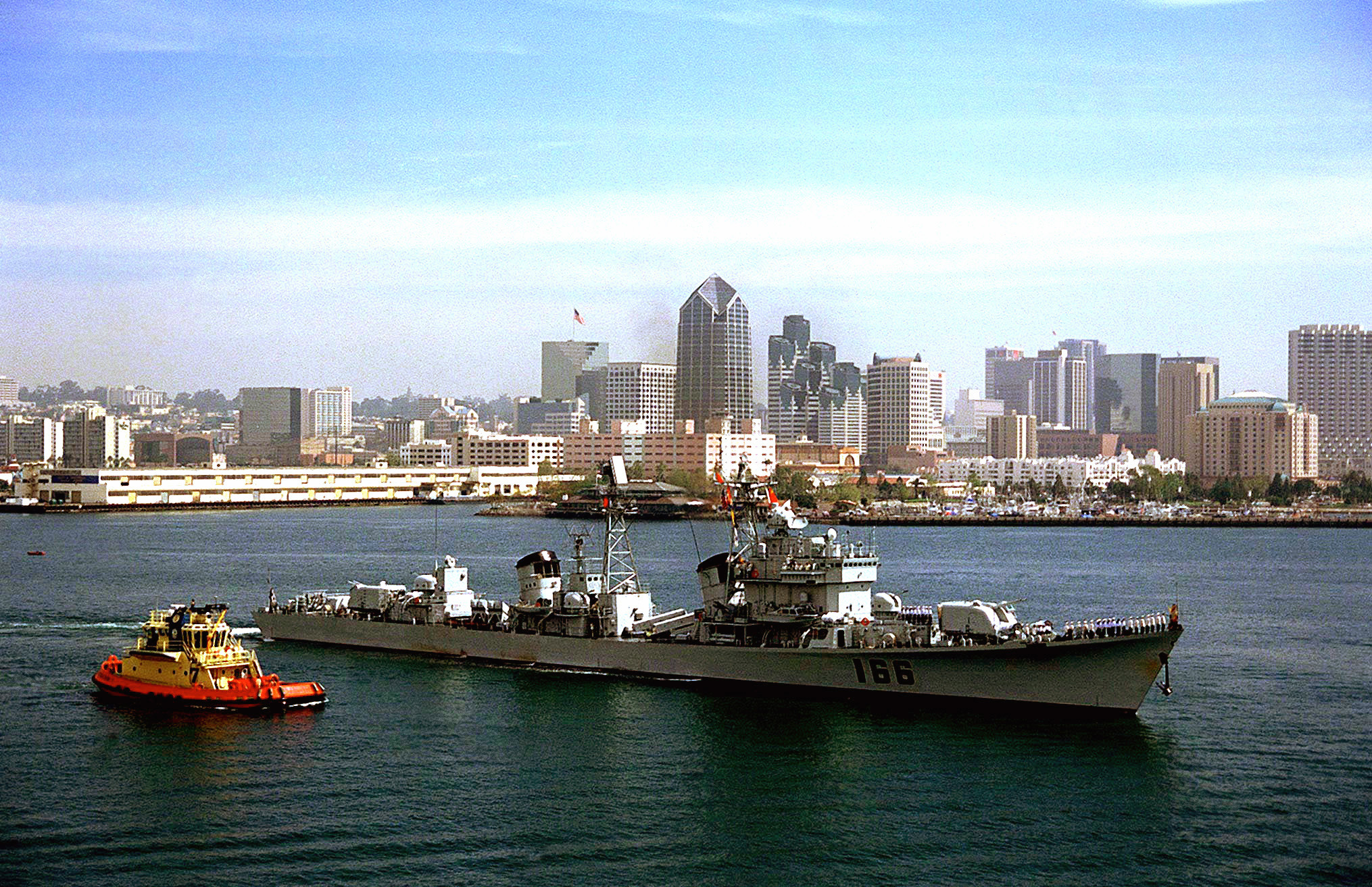
Torpédoborec verze Luda III na návštěvě v San Diegu

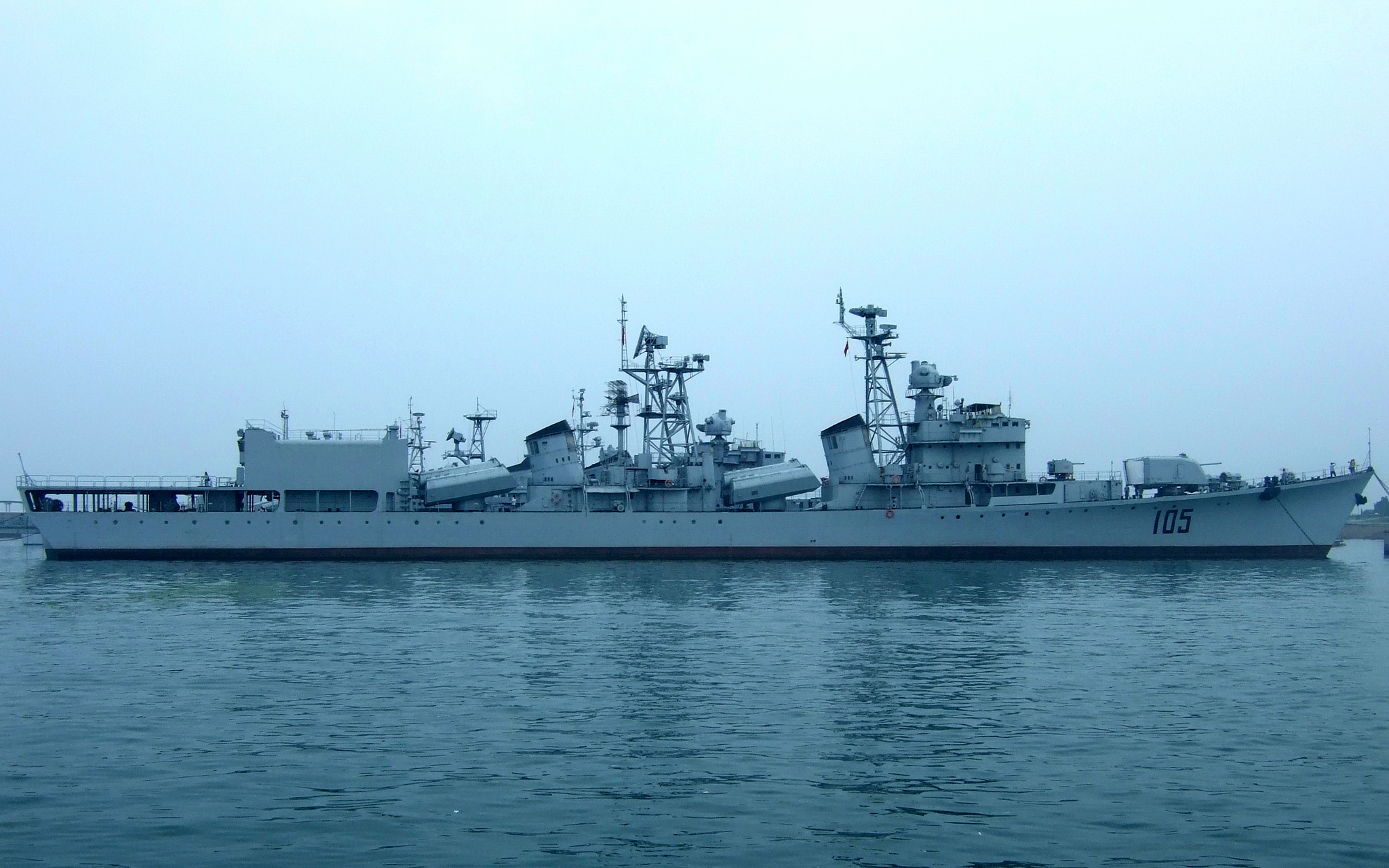
Torpédoborec Ťi-nan (105) byl zachován jako muzejní loď

Námořnictvo ČLOA v 60. letech 20. století poptávalo univerzální torpédoborec, schopný mimo jiné doprovázet plavidla provádějící raketové zkoušky v jižním Pacifiku. Vývoj torpédoborců typu 051 probíhal ve Wu-chanu. Konstrukce plavidla byla silně ovlivněna sovětskými torpédoborci projektu 56 (třída Kotlin). Výsledné plavidlo bylo dvakrát větší než dosavadní čínské torpédoborce druhoválečné sovětské typ 07 (třídy An-šan). V roce 1968 byla zahájena stavba prototypové jednotky Ťi-nan, která byla na vodu spuštěna v roce 1970 a do služby přijata v prosinci 1971. V roce 1973 úspěšně proběhly první střelby protilodními střelami.
Stavba této třídy probíhala ve třech loděnicích až do roku 1991. První sérii typ 051 kromě prototypu Ťi-nan (105) tvořilo ještě šest jednotek, stavěných do roku 1975. Patřily do ní torpédoborce: (160), Si-an (106), Čchang-ša (161), Jin-čchuan (107), Nan-ning (162) a Nan-ťing (131). V letech 1977–1987 bylo postaveno osm torpédoborců druhé série typ 051D. Patřily sem torpédoborce Si-ning (108), Che-fej (132), Kchaj-feng (109), Nan-čchang (163), Ta-lien (110), Čchung-čching (133), Cun-i (134) a Kuej-lin (164). Poslední dva torpédoborce Čan-ťiang (165) a Ču-chaj (166) byly dokončeny ve výrazně modernizované verzi typ 051G. Několik dalších verzí plavidel vzniklo jejich specializovanými úpravami a modernizacemi. Celkem tedy bylo postaveno 17 jednotek této třídy.
Jednotky typu 051:
| Typ  | Jméno               | Založení kýlu     | Spuštěna           | Dodání             | Status                                                                             |
| ---- | ------------------- | ----------------- | ------------------ | ------------------ | ---------------------------------------------------------------------------------- |
| 051  | Ťi-nan (105)        | 24. prosince 1968 | 30. července 1970  | 31. prosince 1971  | Vyřazen 15. listopadu 2007, podrobnosti pro generální opravu viz Typ 051 (Luda II) |
| 051  | Si-an (106)         | leden 1969        | září 1970          | 28. listopadu 1974 | Vyřazen 29. září 2007                                                              |
| 051  | Jin-čchuan (107)    | červen 1970       | květen 1972        | 28. června 1976    | Vyřazen 18. října 2012                                                             |
| 051D | Si-ning (108)       | říjen 1976        | říjen 1978         | 29. ledna 1980     | Vyřazen 25. září 2013                                                              |
| 051D | Kchaj-feng (109)    | říjen 1977        | listopad 1979      | 25. prosince 1982  | Vyřazen 16. května 2019, podrobnosti pro generální opravu viz Typ 051DT            |
| 051Z | Ta-lien (110)       | leden 1980        | 20. srpna 1981     | 26. prosince 1984  | Vyřazen 16. května 2019, podrobnosti pro generální opravu viz Typ 051DT            |
| 051  | Nan-ťing (131)      | prosinec 1970     | prosinec 1973      | 6. února 1977      | Vyřazen 26. září 2012                                                              |
| 051Z | Che-fej (132)       | prosinec 1977     | listopad 1978      | 18. března 1980    | Vyřazen 16. listopadu 2012                                                         |
| 051D | Čchung-čching (133) |                   | 31. října 1980     | 30. prosince 1983  | Vyřazen 26. září 2014                                                              |
| 051D | Cun-i (134)         |                   | 25. listopadu 1983 | 28. prosince 1984  | Vyřazen 16. května 2019                                                            |
| 051  | (160)               |                   | 28. dubna 1971     | 30. červen 1974    | Vyřazena po loď explodovala v 9. března 1978                                       |
| 051  | Čchang-ša (161)     | květen 1970       | 28. června 1973    | 31. prosince 1975  | Vyřazen 26. srpna 2008                                                             |
| 051  | Nan-ning (162)      | prosinec 1970     | 27. října 1976     | 23. března 1979    | Vyřazen září 2012                                                                  |
| 051D | Nan-čchang (163)    | 28. prosince 1977 | 22. prosince 1979  | 15. listopadu 1982 | Vyřazen 8. září 2016                                                               |
| 051D | Kuej-lin (164)      |                   | 20. června 1984    | 10. července 1987  | Vyřazen 16. května 2019                                                            |
| 051G | Čan-ťiang (165)     | 1986              | 1. srpna 1988      | 30. prosince 1989  | Vyřazen 28. srpna 2020                                                             |
| 051G | Ču-chaj (166)       | 31. října 1987    | 18. října 1990     | 21. listopadu 1991 | Vyřazen 28. srpna 2020                                                             |

## Varianty
- Typ 051 (Luda) – základní verze, sedm plavidel první série.[1]
  - Typ 051 (Luda II) – torpédoborec z první série Ťi-nan (105) byl v 80. letech modernizován, zejména byl vybaven přistávací plochou a hangárem pro vrtulníky.[1]
- Typ 051D (Luda) – osm plavidel druhé série, vylepšená elektronika.[1]
  - Typ 051Z – torpédoborce z druhé série Ta-lien (110) a Che-fej (132) byly dokončeny v upravené podobě, aby mohly sloužit jako velitelské lodě. Rozšířeno bylo komunikační vybavení a na palubě bylo zřízeno bojové informační centrum.[1]
- Typ 051G (Luda III) – dva torpédoborce třetí série Čan-ťiang (165) a Ču-chaj (166) dokončené ve výrazně modernizované podobě.[1]
  - Typ 051DT – modernizované torpédoborce druhé a třetí série Kchaj-feng (109), Ta-lien (110), Čan-ťiang (165) a Ču-chaj (166).[1]

## Konstrukce

### Typ 051 (Luda)

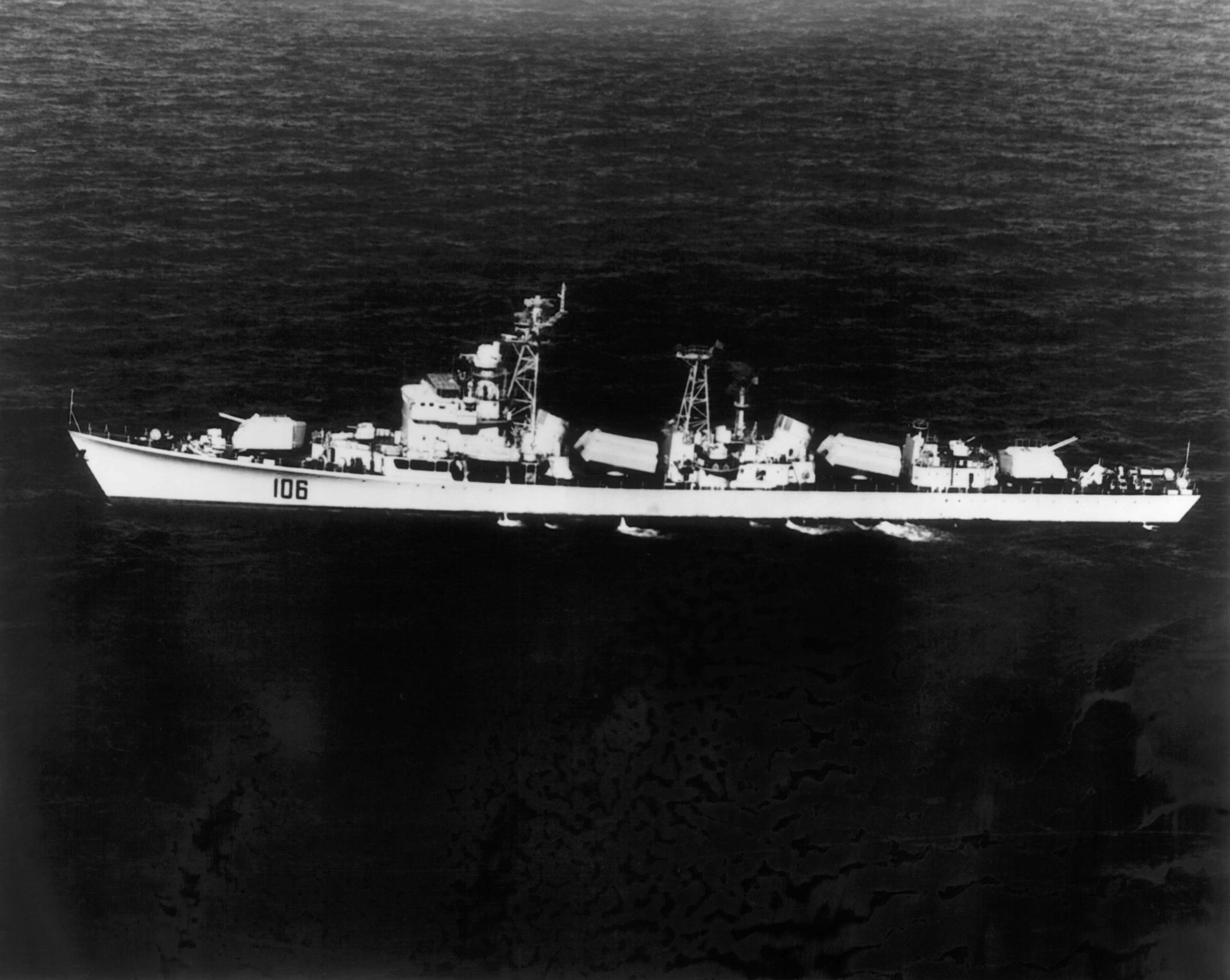
Torpédoborec Si-an (106) v roce 1993

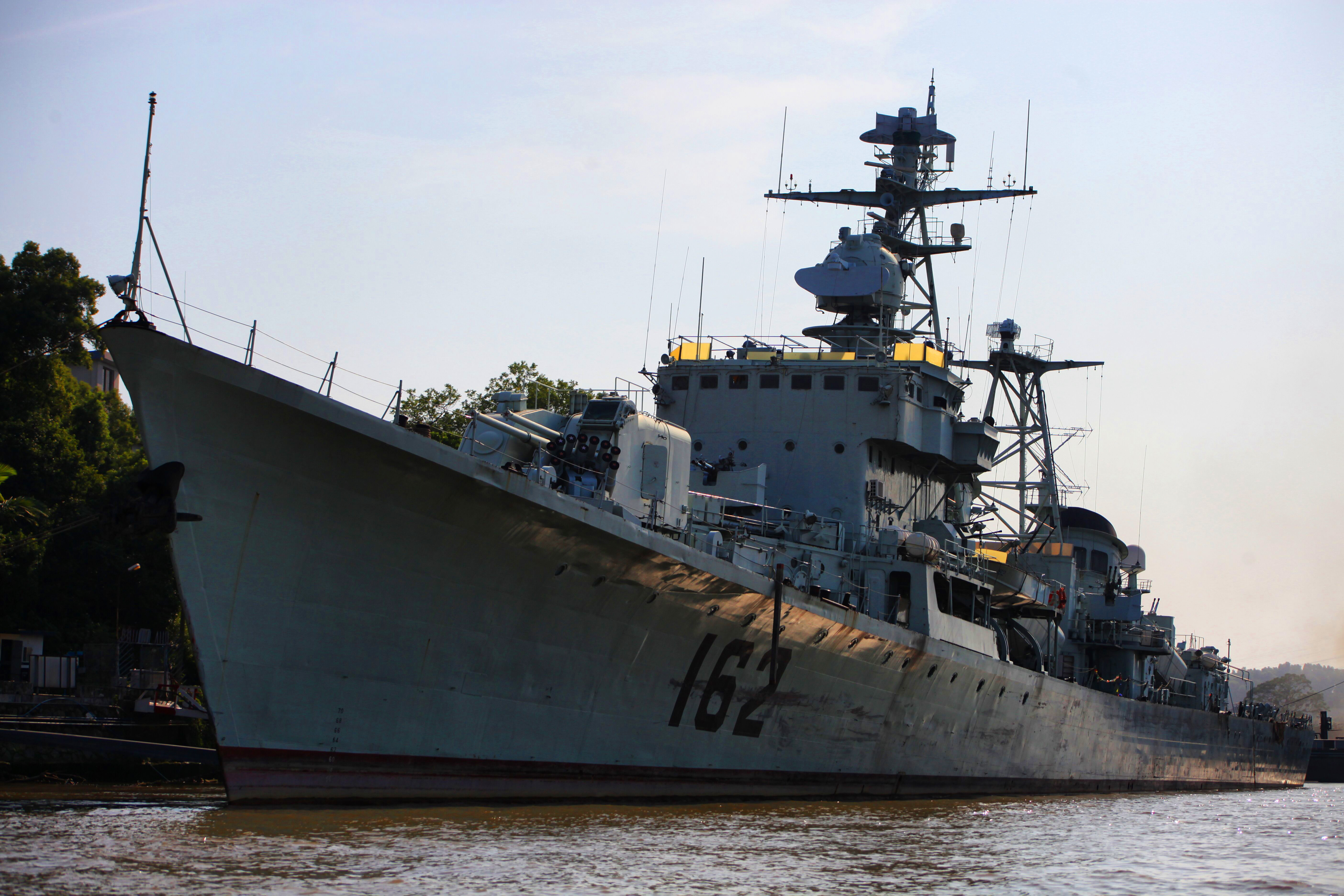
Torpédoborec Nan-ning (162) v roce 2015

Základní verze torpédoborců první a druhé série. Hlavňovou výzbroj tvořily dva dvouúčelové 130mm dvoukanóny typu 76 umístěné ve dělové věži (na přídi a zádi), které doplňovaly čtyři 37mm dvoukanóny typu 76 a čtyři 25mm protiletadlové dvoukanóny typu 61. Kanóny menší ráže měly sloužit zejména k obraně proti letadlům. Ve střední lodí se nacházely dvě trojnásobná odpalovací zařízení pro podzvukové protilodní střely HY-1J s dosahem 70 km. Protiponorkovou výzbroj tvořily dva salvové vrhače raketových hlubinných pum FQF-2500, čtyři klasické vrhače a čtyři skluzavky hlubinných pum. Pohonný systém lodí tvořily čtyři kotle a dvě parní turbíny o výkonu 72 000 hp, pohánějící dva lodní šrouby. Nejvyšší rychlost dosahovala 32 uzlů.

### Typ 051 (Luda II)
Podtřídu Luda II představuje osamocený Ťi-nan (105), který byl upraven pro provoz dvou protiponorkových vrtulníků Z-9A Chaj-tchun z plošiny na zádi (zadní dělová věž byla demontována). Instalován na něj byl i  hangár.

### Typ 051G (Luda III)
Plavidla byla vybavena množstvím francouzské elektroniky. Čtyři 37mm dvoukanóny typu 76 na předchozích plavidlech byly nahrazeny modernějšími čtyřmi 37mm dvoukanóny typu 76A. K úderu slouží osm protilodních střel YJ-8 (C-801) s dosahem 40 km. V rámci pozdější modernizace je nahradilo šestnáct protildoních střel YJ-83. Nesly také dva trojité 324mm torpédomety pro protiponorková torpéda Jü-7 (derivát amerických Mk 46).

### Typ 051DT
Plavidla byla vybavena bojovým řídícím systémem Thomson-CSF TAVITAC, 37mm dvojkanóny typu 76A, protilodními střelami YJ-83, vzdušným a hladinovým vyhledávacím radarem Typu 360 a střeleckými radary typů 342 a 344. Nesly také dva trojité 324mm torpédomety pro protiponorková torpéda Jü-7.